# Arigomphus pallidus
Arigomphus pallidus är en trollsländeart som först beskrevs av Jules Pièrre Rambur 1842.  Arigomphus pallidus ingår i släktet Arigomphus och familjen flodtrollsländor. Inga underarter finns listade i Catalogue of Life.

## Bildgalleri

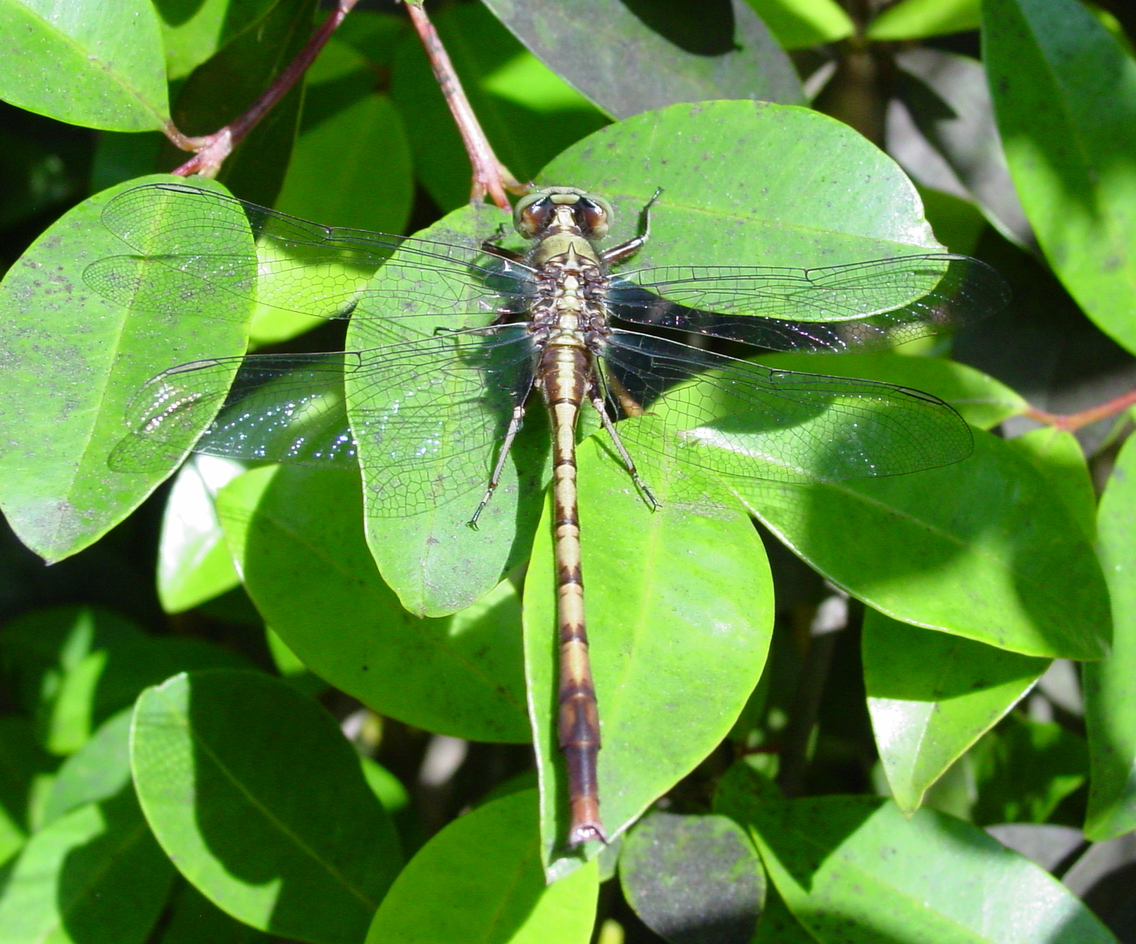